# De l'autre côté du périph
Ne pas confondre avec le film documentaire du même nom réalisé par Nils et Bertrand Tavernier.
Série
Loin du périph
(2022)
Pour plus de détails, voir Fiche technique et Distribution.
De l'autre côté du périph est une comédie policière française réalisée par David Charhon et sortie en 2012.

## Synopsis
Éponine Chaligny, épouse de Jean-Éric Chaligny, premier patron de France, est retrouvée assassinée à Bobigny en banlieue parisienne. François Monge, flic parisien aux méthodes académiques et promis à un bel avenir dans la police, se voit obligé de collaborer contre son gré avec Ousmane Diakité, flic aux méthodes discutables issu de la banlieue, qui s'invite par ruse dans l'enquête. Celle-ci oscille de part et d'autre du périphérique, tantôt dans la haute société des beaux quartiers parisiens, tantôt parmi les barres d'immeubles de Bobigny où règne le petit monde de la délinquance. Des liens inattendus entre ces mondes vont être mis en lumière.

## Fiche technique
- Titre original : De l'autre côté du périph
- Titre international : On the Other Side of the Tracks
- Réalisation : David Charhon
- Scénario : Julien War, Rémy Four, David Charhon
- Musique : Ludovic Bource
- Photographie : Alain Duplantier
- Montage : Stéphane Pereira
- Décors : Thierry Chavenon
- Production : Éric Altmayer et Nicolas Altmayer
- Sociétés de production : Mandarin Films, en coproduction avec M6 Films et Mars Films
- Sociétés de distribution : Mars Distribution (France), The Weinstein Company (États-Unis)
- Budget : 7 900 000 euros[1]
- Pays de production :  France
- Langue originale : français
- Format : couleur — 2,35:1 — son Dolby Digital
- Genre : comédie policière, buddy movie
- Durée : 96 minutes
- Dates de sortie :
  - France : 19 décembre 2012
  - États-Unis : 4 avril 2014 (sortie limitée)

## Distribution
- Omar Sy : Ousmane Diakité
- Laurent Lafitte : François Monge
- Sabrina Ouazani : Yasmine, la collègue d'Ousmane
- Lionel Abelanski : Daniel Cardinet, le bras droit de Chaligny
- Youssef Hajdi : Nabil, alias « Giovanni », le petit truand de banlieue
- Maxime Motte : « Van Gogh », le truand
- Léo Léothier : Gérard
- André Marcon : Jean-Éric Chaligny
- Zabou Breitman : Morland, la commissaire de Paris
- Patrick Bonnel : Balard, le commissaire de Bobigny
- Roch Leibovici : Patrick
- Rebecca Azan : Laurence
- Tchewik Essafi : Samir
- Patrick Kodjo Topou : Tyson
- Samuel Goreini : Sam
- Zohra Benali : la mère de Nabil
- Mahamadou Sangaré : Yves, le fils d'Ousmane
- Xavier Lemaître : Lionel Mallet, le bras droit de Monge
- Claudine Delvaux : la concierge
- Laurent Berthet : Gilles Lagache, le leader syndical
- Katia Tchenko : Réjane, la tenancière de la Volière
- Marie-Clotilde Ramoz-Ibañez : la femme mariée à la Volière
- Agnès Parmentier : Éponine Chaligny
- Jean-Claude Lagniez : le chauffeur de bus

## Production

### Tournage
Aucune scène n'a été tournée à Bobigny. Les images du film proviennent de Bondy, Clichy-sous-Bois, Paris, Noisy-le-Sec, Bagnolet, Montreuil, Rosny-sous-Bois et Aubervilliers[réf. nécessaire].
Des prises de vues extérieures ont été faites à Paris dans les 1er et 16e arrondissement de Paris ainsi que dans le siège du Parti communiste français (19e arrondissement), et à l'hôtel d'Avaray (7e arrondissement de Paris),.

## Accueil

### Box-office
| Pays ou région | Box-office        | Date d'arrêt du box-office | Nombre de semaines |
| -------------- | ----------------- | -------------------------- | ------------------ |
| France         | 2 231 910 entrées | 13 mars 2013               | 12                 |
| États-Unis     | 9 572 $           | 10 avril 2014              | 1                  |
| Mondial        | 25 109 572 $      | 10 avril 2014              |                    |

## Confusion
De l'autre côté du périph est également le titre d'un téléfilm documentaire de 1997 coréalisé par Bertrand Tavernier et son fils Nils Tavernier.

## Suite
En janvier 2021, Louis Leterrier annonce qu'il réalisera la suite du film, après avoir dirigé Omar Sy dans quelques épisodes de Lupin : « Je suis devenu assez accro à Omar Sy et à la France. Donc je reviens en France pour tourner la suite de De l'autre côté du périph avec Omar Sy et Laurent Lafitte. C'est un très, très bon film et la suite est écrite par Stéphane Kazandjian qui est absolument extraordinaire et tellement drôle. J'ai lu le scénario et j'ai pleuré de rire. J'ai demandé “Est-ce que je peux le faire ? S'il vous plaît, laissez-moi le faire !” Et on a dit d'accord ».
Intitulé Loin du périph, le film sort en 2022 sur Netflix.